# Crossandra pyrophila
Crossandra pyrophila är en akantusväxtart som beskrevs av K. Vollesen. Crossandra pyrophila ingår i släktet Crossandra och familjen akantusväxter. Inga underarter finns listade i Catalogue of Life.